# José Joaquín de Mora
José Joaquín de Mora (Cadis, 10 de gener de 1783 - Madrid, 3 d'octubre de 1864) va ser un escriptor, educador, periodista, poeta, jurista i polític espanyol.

## Biografia
Va estudiar lleis i va ser, molt jove, professor de Filosofia en la Universitat de Granada, on va tenir com a alumne a una altra intel·ligència precoç, Francisco Martínez de la Rosa, amb qui va fer amistat. A Cadis també es va fer amic d'Antonio Alcalá Galiano. Es va incorporar a l'exèrcit i va combatre en Bailén, però va ser fet presoner en 1809 i va estar internat a França fins a 1814. Allí es va casar amb una francesa molt culta, Françoise Delauneux, qui el va ajudar en els seus nombrosos treballs literaris. En concloure la guerra va tornar a Cadis i va tenir la famosa polèmica amb Juan Nicolás Böhl de Faber, pare de la novel·lista Fernán Caballero, sobre el Romanticisme, que Mora rebutjava, sobretot pel Neoclassicisme del que estava imbuït i perquè la versió que d'aquesta estètica oferia Böhl era antiliberal i li recordava massa a l'obscurantisme de l'Espanya barroca; també perquè Francisca Larrea, dona de Böhl, no tenia bona relació amb l'esposa francesa de Mora. Anys més tard, fins i tot, Mora militarà dins de l'estètica romàntica i traduirà la novel·la històrica de Walter Scott Ivanhoe (1825). Al començament de 1815 marxa a Madrid amb la intenció de treballar com a advocat, però allí es lliura per complet a la literatura, prosseguint la polèmica amb Böhl. Va traduir diverses obres del francès i de l'anglès i es va distingir com a periodista en la Crónica Literaria y Científica, que fundà en 1817 i durà fins a 1820, en la seva continuació El Constitucional, a La Minerva Nacional i en altres publicacions, tant en prosa com en vers, en qüestions literàries i en polítiques. Durant el Trienni Liberal (1820-1823) no cessa aquesta ingent activitat: va col·laborar, va redactar i va dirigir nombrosos periòdics liberals madrilenys, fins al punt de guanyar-se l'àlies de Luca fa presto per la rapidesa amb què escrivia articles de tot gènere.
Advinguda la invasió dels Cent Mil Fills de Sant Lluís, va emigrar a Londres amb els altres liberals al barri de Somerstown (1824-1826). Amb ajuda de l'editor Ackermann va fundar No me olvides, una espècie d'almanacs en prosa i vers dels quals se'n van publicar sis volums entre 1824 i 1829, els quatre primers amb traduccions i poemes de Mora, i els dos últims confeccionats per Pablo Mendíbil. Va ser el director i redactor únic del Museo Universal de Ciencias y Artes (1824-1826) i del Correo Literario y Político de Londres, obres totes aquestes dirigides sobretot als hispanoamericans. Va seguir col·laborant amb Ackermann a escriure i divulgar per la Hispanoamèrica recentment emancipada els famosos Catecismos, manuals sobre diverses matèries i disciplines científiques, que van servir així de llibres de text en uns països que mancaven d'aquest tipus d'obres. A Londres va fer amistat amb els hispanoamericans Bernardino Rivadavia, el poeta, filòleg i gramàtic Andrés Bello i el poeta José Joaquín Olmedo. En contacte amb l'estètica romàntica, Mora modifica el seu rebuig inicial per aquesta estètica i estableix l'equació Liberalisme = Romanticisme, proclamada després per Victor Hugo. Els gravats de William Blake motiven les seves Meditaciones poéticas, publicades a Londres en 1826 i on mostra en forma molt definida un esperit evangèlic que fa pensar en la seva conversió al protestantisme.

## A Amèrica
Requerit per Rivadavia, va marxar a Buenos Aires a la fi de 1826 i hi va arribar en 1827. En aquest any va dirigir la Crónica Política y Literaria i El Conciliador, al servei del seu amic el president Rivadavia. Va estar a Xile entre 1828 i 1831. Allí va organitzar el Liceo de Chile, va fundar El Mercurio Chileno (1828-1829), revista de difusió científica i cultural amb la col·laboració del metge espanyol José Passamán, a més del botànic italià Carlos Bertero, El Constituyente i va redactar la Constitució de 1828 d'aquest país. Allí va estrenar les seves comèdies El marido ambicioso y El embrollón.
Producte d'uns versos crítics anomenats El Uno y el Otro que segons les dites populars van ocasionar la mort del President, el govern conservador de José Tomás Ovalle el va enviar exiliat al Perú al febrer (1831-1834), on va crear l'Ateneu, va fer amistat amb el satíric Felipe Pardo y Aliaga i es va dedicar a l'ensenyament privat. Va publicar una obra miscel·lània a semblança de les seves No me olvidess londinenques, Aguinaldo. A Bolívia (1834-1837) va escriure a favor del president Andrés de Santa Cruz, qui el va cridar perquè fos catedràtic de Literatura en 1834 de la Universidad Mayor de San Andrés a La Paz. A Bolívia va compondre la major part de les seves Leyendas españolas. Va ser agent de Santa Creu a Londres (1837-1843) i a Madrid (1843-1847) com a cònsol de la Confederació Perú-Boliviana.

## Últims anys
En 1843 va dirigir un col·legi a Cadis, però aviat va marxar a Madrid per difondre la filosofia i la doctrina econòmica de MacCulloc. Va ser nomenat acadèmic de la Reial Acadèmia Espanyola en 1848 i cònsol d'Espanya a Londres des de 1856. Aquesta actuació oficial, així com el perill personal en confessar-se obertament com a protestant, possiblement expliquen per què José Joaquín de Mora va preferir no usar el seu nom complet en els seus himnes per a les Esglésies evangèliques, signant-les únicament com "Mora"; a Londres va col·laborar amb Thomas Parker en la redacció de la revista protestant El Alba, que era introduïda clandestinament a Espanya. Com a resultat d'aquest secretisme, el seu nom està associat al d'un liberal religiós i polític, però no evangèlic ni protestant. No obstant això, la Societat Religiosa de Tractats (Edimburg, Escòcia) escriu sobre ell: "Distingit expatriat protestant espanyol resident a Londres. Cèlebre poeta la poesia hímnica del qual es basa en els models de W. Cowper, A. Watts, J. Newton, J. Addison, J. Montgomery i altres". Va morir a Madrid el 3 d'octubre de 1864.

## Obra
Va escriure sobre dret i filosofia en funció de la seva labor docent, la qual cosa més li agradava, però també nombrosos articles, cartes i poemes. Va editar unes Poesías (1836 i 1853), gairebé totes neoclàssiques però progressivament influïdes pel Romanticisme, i en particular per l'obra de Lord Byron. Va voler mantenir-se equidistant entre el Neoclassicisme i Romanticisme i els seus poemes van ser molt lloats per Ferdinand Wolf en el seu Floresta de rimas castellanas modernas. Són ja plenament romàntiques per estructura i temes les seves Leyendas españolas (1840) ("La judía", "La bordadora de Granada", "El boticario de Zamora", "El hijo de don Farfán", "Hermijio y Gotona", etcètera),
de gran desimboltura pel seu estil, mètrica i temes. Alterna en elles el vers d'onze, set i vuit síl·labes en apariats hendecasíl·labs, octaves reals i altres estrofes. Dels seus interessos lingüístics dona fe la seva Colección de sinónimos de la lengua castellana (1855). Va editar també les obres de Fra Luis de Granada.
Va introduir les teories jurídiques de Jeremy Bentham des de la seva càtedra de Granada i va traduir a l'ateu Baró de Holbach, a Fénelon i el fullet de François-René de Chateaubriand contra Napoleó i en defensa dels Borbó de França.

## Relació de les seves obres

### Traduccions
- Consejos que dirige a las Cortes y al Pueblo Español Jeremías Bentham traduïts de l'anglè per José Joaquin de Mora Madrid, 1820
- Ensayo sobre las preocupaciones escrito en francés por el Baron de Holbach; y traducido con correcciones y adiciones por José Joaquín de Mora Madrid: En la librería extranjera de F. Denné, 1823; otra edición con el título La moral universal o Los deberes del hombre fundados en su naturaleza por el Barón de Holbach; aumentada con el interesante discurso que publicó este célebre escritor sobre el origen y estado de las preocupaciones; traducido por el literario D. J. J. de Mora Madrid, 1840
- Obras del V.P.M. Fray Luis de Granada con un prólogo y la vida del autor por José Joaquín de Mora Madrid, 1848-1849
- De Bonaparte y de los Borbones François-René de Chateaubriand; traducido al castellano por José Joaquín de Mora Cádiz, 1814
- Memorias de la Revolución de Megico y de la espedición del General D. Francisco Javier Mina : a las que se han agregado algunas observaciones sobre la comunicación proyectada entre los dos océanos, Pacífico y Atlántico escritas en inglés por William Davis Robinson y traducidos por Jose Joaquin de Mora Londres: R. Ackermann, 1824 (Impreso por Carlos Wood)
- Francesco Saverio Clavigero (Francisco Javier Clavijero), Historia antigua de México: sacada de los mejores historiadores españoles y de los manuscritos y de las pinturas antiguas de los indios traducida del italiano por José Joaquín de Mora Londres: R. Ackerman, Strand, 1824[1]
- Nino II: tragedia escrita en francés por Mr. Brifaut; traducida al castellano por José Joaquín de Mora y representada en el Teatro del Príncipe en la noche del 2 de junio de 1818, Madrid : s.n., s.a.
- Compendio de las vidas de los filósofos antiguos escritos en francés por Fenelon y traducidos al castellano por J.J. de Mora París: librería de Cormón y Blanc, 1825

### Obra original
- Meditaciones poéticas Londres: R. Ackermann, 1826. Dotze poemes de clara influència maçona a partir dels gravats que va realitzar William Blake per a l'obra de Robert Blair, "The Grave" (La tomba). Com diu el propi José Joaquin de Mora en l'"Advertiment" inicial: "Les composicions poètiques contingudes en aquest volum han de considerar-se solament com a il·lustracions de les estampes. Elles tanquen la veritable poesia de l'obra, perquè no són menys admirables per la correcció del dibuix, i pel mèrit de l'execució, que per l'atreviment del designi, i per la sublim intel·ligència que regna en les al·legories. (...) L'autor dels versos no ha fet més que indicar els assumptes de les estampes, procurant imitar els girs i l'estil que van emprar en la Poesia Sagrada els homes eminents que la van conrear a Espanya al segle XVI: encara que ha donat més latitud a la part filosòfica que a la mística".
- Curso de derechos del Liceo de Chile Tomo 1° (únic): Derecho Natural y Derecho de Jentes Santiago de Chile: Imprenta Republicana, 1830.
- De la libertad del comercio Sevilla: Calvo-Rubio y Compañía, Editores, 1843
- Poesías de José Joaquín de Mora Cádiz: Librería de feros, 1836 .
- Poesías Madrid y París, 1853
- Leyendas españolas, París: Librería de Don Vicente Salvá, 1840, Cádiz, 1840.
- Colección de sinónimos de la lengua castellana Madrid: Imprenta Nacional, 1855
- Cuadros de la historia de los árabes: desde Mahoma hasta la conquista de Granada Londres: R. Ackermann, Strand, 1826 (Impreso por Carlos Wood)
- No me olvides: colección de producciones en prosa y verso Londres: Ackermann, 1825
- No me olvides: colección de producciones en prosa y verso Londres: Ackermann, 1826
- No me olvides : colección de producciones en prosa y verso Londres: Ackermann, 1827
- Memoria sobre puertos francos Madrid, 1844
- Cursos de Lógica y Ética según la Escuela de Edimburgo Madrid, 1845
- El Gallo y la perla: novela original Madrid, 1847